# Knut Ødegård
Knut Ødegård (Molde, 6 de noviembre de 1945) escritor noruego. Vive entre Molde y Reikiavik.
Ødegård comenzó su carrera poética en 1967. Ha escrito poemarios, dos novelas, dos libros sobre Islandia, etc.
Fundó y presidió el Bjørnson Festival, festival noruego de literatura para homenajear al nobel Bjørnstjerne Bjørnson.
Ødegård preside la Bjørnstjerne Bjørnson-Akademiet, Academia Noruega para la Libertad de Expresión.

## Poemarios seleccionados
- 1982: Wind over Romsdal
- 2002: Missa
- 2005: Judas Iscariot

### Participación en antologías
- Autores varios (2023).  Jarquín, Carlos Javier, ed. Canto planetario: hermandad en la Tierra. Costa Rica: HC Editores. ISBN 979-8850092115.

## Premios
Ødegård ha recibido muchos galardones entre los que destacan Orden de Caballero de Halcón del presidente de Islandia en 1995, año en que lo nombraron además cónsul general de Noruega en la República de Macedonia.
- Datos: Q3088740
- Multimedia: Knut Ødegård / Q3088740